# St. Joseph Oratory (Detroit)

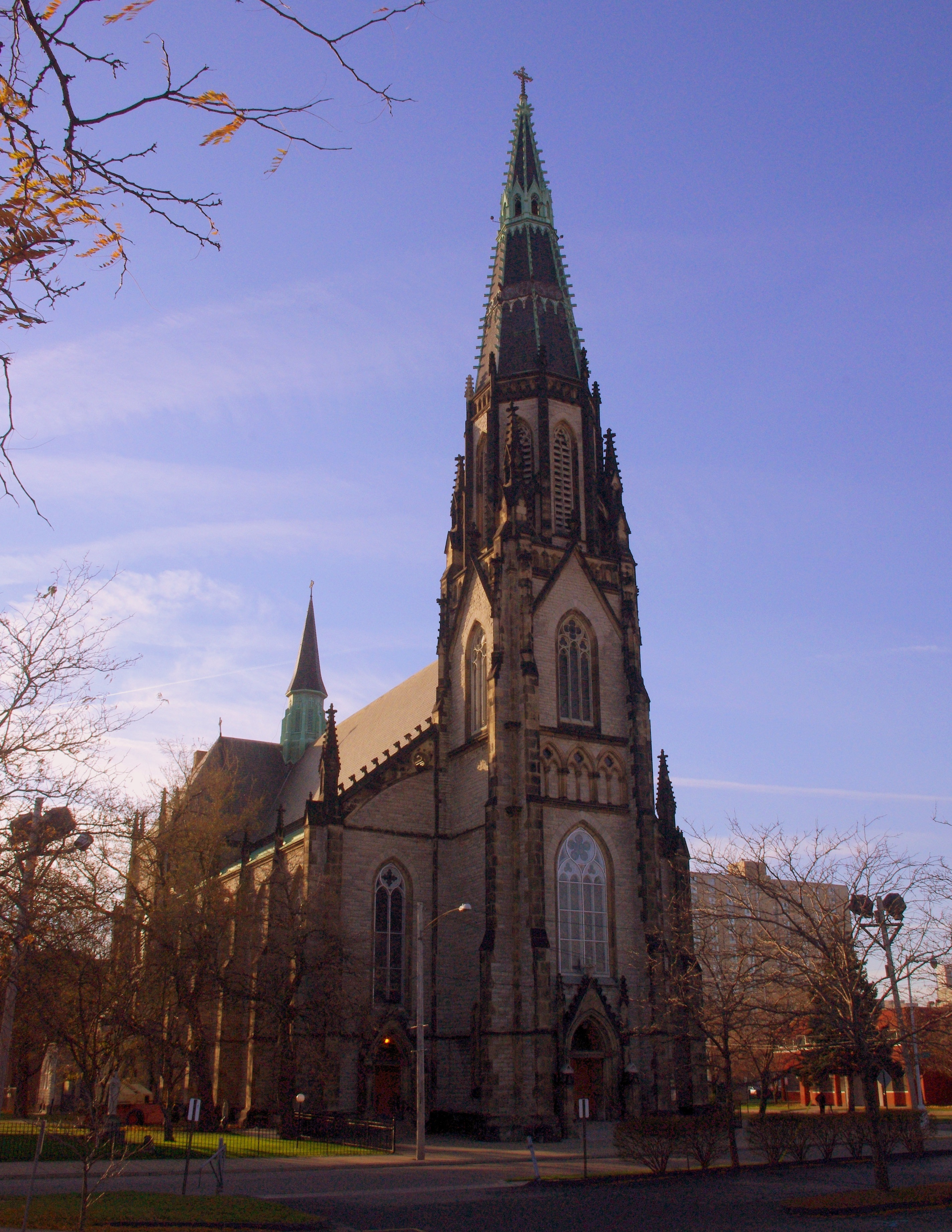
St. Joseph Shrine (2013)

Der St. Joseph Shrine (früher St. Joseph Oratory oder St. Joseph’s Roman Catholic Church) ist eine römisch-katholische Wallfahrtskirche des Erzbistums Detroit in Detroit, Michigan, die auf Initiative deutscher Einwandergruppen gegründet wurde und heute für ihre feierlichen Liturgien und ihr Programm an geistlicher Musik bekannt ist. Der 1870 errichtete Sakralbau im neugotischen Stil wurde 1972 in das National Register of Historic Places aufgenommen, die wertvollen Glasfenster als „von nationaler Bedeutung“ eingestuft. Seit Oktober 2016 ist die Pfarrseelsorge unter der Obhut der Kanoniker des Instituts Christus König und Hohepriester.

## Geschichte
Die stetige Ansiedlung deutscher Immigranten in Detroit erforderte um 1850 die Gründung einer neuen Pfarrgemeinde. Aus diesem Grund beauftragte der Redemptorist und Pfarrer der St. Mary's Church in Greektown/Detroit Francis Van Campenhardt, auf seinem Pfarrgebiet eine neue Kirche zu errichten. Der Kirchenneubau und die damit verbundene Abpfarrung wurde nicht bei allen Beteiligten gutgeheißen; der Verlust an Grund und Boden führte in der Mutterpfarre St. Mary’s Church zu Widerständen. Am 5. Februar 1856 segnete Weihbischof Peter Paul Lefevère einen hölzernen Kirchbau. Die weitere Aufbauphase war von Unstimmigkeiten in der neuen Gemeinde und finanzielle Engpässe geprägt. 1869 wurde die Holzkirche durch einen Sakralbau aus Stein ersetzt.
Am 23. Oktober 1870 legte der Bischof von Chicago, Friedrich Reese, den Grundstein für die Errichtung einer neugotischen Kirche, die als Chicagos höchster Sakralbau geplant und von Pfarrer John F. Friedland  (* 1833 in Sachsen) sowie dem deutschstämmigen Architekten Franz Georg Himpler konzipiert wurde. Am 16. November 1873 nahm Weihbischof Caspar Henry Borgess die Kirchweihe vor, die von Klängen des Detroit Opera House Orchestra umrahmt wurde. Die Turmkreuzsteckung erfolgte erst 1892.
Nach der 2013 erfolgten Zusammenlegung von St. Joseph Oratory mit den Nachbarpfarren St. Joseph Sweetest Heart of Mary sowie St. Josaphat stellte der Detroiter Erzbischof Allen Vigneron per Dekret vom 29. August 2016 die Eigenständigkeit des St. Joseph Oratory wieder her und übertrug die Leitung der Seelsorge den Kanonikern des Instituts Christus König und Hoherpriester. Im März 2020 erhob Vigneron die Kirche zur Wallfahrtskirche.
Von Oktober 2017 bis September 2019 fand eine Restaurierungskampagne im Umfang von 2,5 Millionen US-Dollar statt; im Oktober 2020 startete die zweite Phase mit budgetierten 3,8 Millionen US-Dollar, die bis zum 150-Jahr-Jubiläum 2023 abgeschlossen werden soll.
Heute steht St. Joseph Shrine im Mittelpunkt einer Renaissance traditioneller katholischer Liturgie, wie der Messfeier in der außerordentlichen Form des Römischen Ritus und Feier von Andachten. Die Gemeinde pflegt ein reichhaltiges Programm an geistlicher Musik, das von drei Gemeindechören unterstützt wird.

## Einrichtung

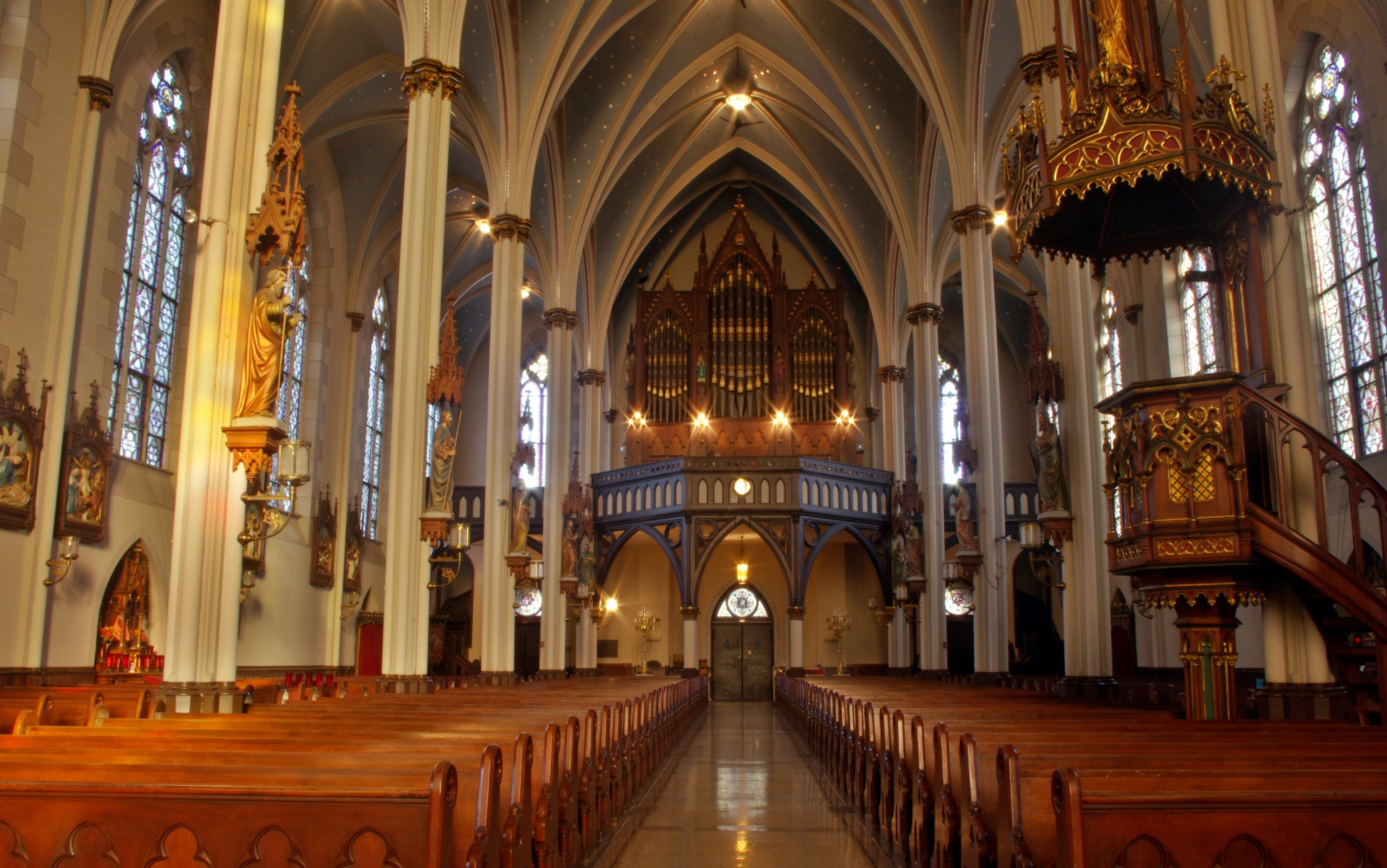
Das Kirchenschiff mit Blick auf die Orgel (2013)

Die im neugotischen Stil gestaltete Hallenkirche wird durch zehn tragende Steinsäulen in drei Schiffe unterteilt und ist eine vergrößerte Variante der ebenfalls von Franz Georg Himpler geschaffenen Kirche St. Katharina im saarländischen Wallerfangen. Alle Heiligenfiguren wurden entgegen der 1870 vorherrschenden Gepflogenheit nicht aus Gips modelliert, sondern aus deutschen Holzschnitzereiwerkstätten importiert. Der hölzerne Hochaltar und die beiden Seitenaltäre stammen ebenfalls aus deutschen Werkstätten. 
Zusätzliche Anklänge an den Ursprung der Josefskirche spiegeln sich in den Bleiglasfenstern wider, die unter anderem den Missionsbischof Bonifatius, dem „Apostel der Deutschen“ gewidmet sind und von Franz Mayer & Co. (München) sowie Friedrichs & Staffin (Detroit) gefertigt wurden. Andere Heiligenfenster beleuchten das zur Zeit der Ausgestaltung zeitgenössische Thema der 1870 verkündeten Päpstlichen Unfehlbarkeit. Pfarrer Friedland äußerte den Wunsch, die künstlerische Einrichtung auf dieses Dogma zu verweisen und mit den lateinischen Kirchenvätern Augustinus von Hippo („Roma locuta causa finita – Rom hat gesprochen, die Angelegenheit ist beendet“) sowie Ambrosius von Mailand („Ubi Petrus, ibi ecclesia – Wo Petrus ist, dort ist die Kirche“) zu repräsentieren.
Der holzgeschnitzte Kreuzweg stammt aus einer Münchner Werkstätte. Die 1873 vom New Yorker Orgelbauer J. H. & C. S. Odell geschaffene Orgel wurde um 1910 und in den frühen 1940er grundlegend überarbeitet, bevor sie mit Rückgriff auf viele Pfeifen der Odell-Orgel 1973 von William M. Worden ersetzt wurde.
Die mittlerweile aufgelassene Pfarrschule war als Mädchenschule konzipiert und von Ordensschwestern der Sisters of Immaculate Heart of Mary betreut. Mit Unterstützung des Laienordens der Christian Brothers wurde 1865 das Pfarrhaus errichtet.
1972 wurde die Kirche in das National Register of Historic Places aufgenommen, die wertvollen Glasfenster als „von nationaler Bedeutung“ eingestuft.